# Cynthia Geary
Cynthia Geary (ur. 21 marca 1965 Jackson) – amerykańska aktorka, występowała w roli Shelly Tambo z serialu Przystanek Alaska.

## Filmografia
- Zakochani młodzi lekarze (Young Doctors in Love, 1982) jako dziewczyna ze złamanym nosem
- Niebezpieczne zakręty (Dangerous Curves, 1988) jako Pageant Girl
- Przystanek Alaska (Northern Exposure, 1990–1995) jako Shelly Tambo Vincoeur
- My (Us, 1991) jako Crystal
- Jedziemy do babci (To Grandmother’s House We Go, 1992) jako Rhonda Thompson
- 8 sekund (8 Seconds, 1994) jako Kellie Frost
- Przebudzenie (The Awakening, 1995) jako Sara
- Wroga siła (Hostile Force, 1996) jako Lucy James
- Ziemia straceńców (The Killing Grounds, 1997) jako Janice Harper
- Czas ucieka (When Time Expires, 1997) jako June Kelly
- You’re the One (1998) jako Lindsay Metcalf
- Rozstanie (Break Up, 1998) jako operator
- The Business of Fancydancing (2002) jako Teresa
- Mulletville (2002) jako Jiff
- The Spy and the Sparrow (2008) jako agentka Cotton